# Crunomys suncoides
Crunomys suncoides es una especie de roedor de la familia Muridae.

## Distribución geográfica
Son endémicos de los montanos de Mindanao (Filipinas).  